# Campeonato Mundial de Ginástica Artística de 2014 - Argolas masculino
A competição das argolas masculino do Campeonato Mundial de Ginástica Artística de 2014 foi sua final disputada no dia 11 de outubro. A qualificatória que definiu os ginastas finalistas foi disputada em 3 e 4 de outubro.

## Medalhistas
| Ouro   | CHN Liu Yang                   |
| Prata  | BRA Arthur Zanetti             |
| Bronze | CHN You Hao RUS Denis Ablyazin |

## Resultados

### Qualificatória
Esses são os resultados da qualificatória.
| Pos. | Ginasta                    | Total  | Nota |
| ---- | -------------------------- | ------ | ---- |
| 1    | CHN Liu Yang               | 15,933 | Q    |
| 2    | RUS Denis Ablyazin         | 15,866 | Q    |
| 3    | GRE Eleftherios Petrounias | 15,733 | Q    |
| 4    | BRA Arthur Zanetti         | 15,716 | Q    |
| 5    | GBR Courtney Tulloch       | 15,700 | Q    |
| 6    | FRA Samir Ait Said         | 15,666 | Q    |
| 7    | CHN You Hao                | 15,633 | Q    |
| 8    | RUS Nikita Ignatyev        | 15,566 | Q    |
| 9    | UKR Igor Radivilov         | 15,533 | R    |
| 10   | TUR Ibrahim Colak          | 15,500 | R    |
| 11   | USA Donnel Whittenburg     | 15,500 | R    |

- Q - qualificado para a final
- R - reserva

### Final
Esses são os resultados da final.
| Pos. | Ginasta                    | Nota D | Nota E | Pen. | Total  |
| ---- | -------------------------- | ------ | ------ | ---- | ------ |
|      | CHN Liu Yang               | 6,900  | 9,033  |      | 15,933 |
|      | BRA Arthur Zanetti         | 6,800  | 8,933  |      | 15,733 |
|      | CHN You Hao                | 7,000  | 8,700  |      | 15,700 |
|      | RUS Denis Ablyazin         | 6,800  | 8,900  |      | 15,700 |
| 5    | FRA Samir Ait Said         | 6,800  | 8,766  |      | 15,566 |
| 6    | GBR Courtney Tulloch       | 6,800  | 8,600  |      | 15,400 |
| 6    | GRE Eleftherios Petrounias | 6,700  | 8,700  |      | 15,400 |
| 8    | RUS Nikita Ignatyev        | 6,600  | 8,666  |      | 15,266 |